# Marijke Boon
Marijke Boon (Rhoon, 25 augustus 1951) is een Nederlands zangeres, cabaretière en podiumkunstenares.
Boon werd opgeleid aan de Academie voor Beeldende Kunst (AKI) te Enschede en de Academie voor Expressie te Utrecht. Ze maakt sinds 1975 theater, en vanaf 1985 soloprogramma's. Ze begon met het Zangduo De Boli's en schreef daar 'hedendaagse levensliederen' voor. Ze verbreedde haar muzikale bedding naar de blues en chansons, en zo werd de 'kroonprinses van het levenslied' vertolkster van het Nederlandse lied, authentiek en eigenzinnig. In de loop der jaren heeft Marijke Boon theatervoorstellingen gemaakt, steeds met nieuwe teksten en composities, vaak in combinatie met beeldende kunst.
Marijke Boon ging na haar opleiding samenwerken met kunstenares Anne Mieke Backer. Het duo bewoog zich op de grens van tentoonstellingen en performances. Voor het Dordrechts Museum schreef Boon haar eerste theaterstuk. Daarmee was jeugdtheatergroep De Bruine Boon geboren. De groep combineerde theater, beeldende kunst en poppenspel en toerde tot halverwege de jaren tachtig door Nederland. Tezamen met Stef van der Linden vormde Boon van 1980 tot 1984 het zangduo De Boli's.
Als poppenspeelster werkte zij mee in het tweede seizoen van Sesamstraat, een kinderprogramma waarin Stef van der Linden destijds Tommie speelde.
Vanaf 1985 maakt Marijke Boon soloprogramma's. Haar eerste theaterprogramma Liever gladiolen was een combinatie van levensliederen en speciaal voor haar gemaakte schilderijen. Dertien kunstenaars waaronder J.H. Moesman, Charlotte Mutsaers en Klaas Gubbels maakten een schilderij bij een lied 'smartlap'. Enkele van deze schilderijen zaten ook in haar productie De mobiele liedkraam.
Naast het maken van theater brengt Marijke Boon bundels uit met liedteksten en gedichten.

## Programma's
- 1985: Liever gladiolen
- 1987: Zang en dichtkunst
- 1988: Een jurk met rozen
- 1992: Vandaar dat ik ween
- 1993: Vandaar dat ik ween DeLuxe
- 1993-1994: Cursus vogelkijken voor beginners (met Harry Piekema)
- 1995: Een andere jurk
- 1995-1996: Vogelkijken voor beginners
- 1998-2000: One Man Show
- 2000: Boon zingt komkommer
- 2001-2002: Een echte appel
- 2003-2005: Groote zaagbek (met Michel Lamers op klarinet en saxofoon)
- 2008-2009: De kleine recycling show
- 2010-2011: Oost West Boon Best (met Michel Lamers op klarinet/saxofoon)
- 2011-2014: De mobiele liedkraam
- 2015-2017: SmartSongs
- 2018: SmartSongs-op-straat
- 2019: Oude haas
- 2023: Rode Anemonen (met Judith Oost of Elianne Ardts op cello)

## Bundels
- 1988: Ik fiets door het leven op het zadel des tijds
- 1992: Vandaar dat ik ween
- 1995: Flamingo flamingo
- 1999: Tranen op het tafelzeiltje
- 2010: Knalgroen Gifrood
- 2019: Oude haas

## Cd's
- Liever gladiolen
- Vandaar dat ik ween DeLuxe
- Boon zingt komkommer
- Groote zaagbek
- Gemengde boeketten

- Digitale Bibliotheek voor de Nederlandse Letteren: boon011
- Gemeinsame Normdatei: 1163623954
- International Standard Name Identifier: 0000 0000 3516 863X
- Library of Congress Control Number: n96089463
- MusicBrainz: 438f75a6-8467-4442-bb76-d94c4b053469
- Nederlandse Thesaurus van Auteursnamen: 07333992X
- RKD-Nederlands Instituut voor Kunstgeschiedenis: 120988
- Virtual International Authority File: 21409611
- WorldCat: E39PBJqfGPYtJGj7c7FVxQ9hpP